# God Bless Our Homeland Ghana
God Bless Our Homeland Ghana (in italiano: Dio benedica la nostra patria, il Ghana) è l'inno nazionale del Ghana.
L'inno è stato composto da Philip Gbeho ed adottato come inno ufficiale dopo l'indipendenza nel 1957. Successivamente il testo è stato modificato nel 1966 a seguito di un colpo di Stato.

## Il testo (in inglese)
God bless our homeland Ghana, 

And make our nation great and strong, 

Bold to defend for ever, 

The cause of Freedom and of Right. 

Fill our hearts with true humility 

Make us cherish fearless honesty, 

And help us to resist oppressor's rule 

With all our will and might for evermore.
Hail to thy name, O Ghana,

To thee we make our solemn vow: 

Steadfast to build together 

A nation strong in Unity; 

With our gifts of mind and strength of arm, 

Whether night or day, in mist or storm, 

In every need what'er the call may be, 

To serve thee, Ghana, now and evermore.
Raise high the flag of Ghana 

And one with Africa advance; 

Black star of hope and honour, 

To all who thirst for liberty; 

Where the banner of Ghana freely flies, 

May the way of freedom truly lie 

Arise, arise, O sons of Ghanaland,

And under God march on for evermore.

## Traduzione in italiano
Dio benedica la nostra patria, il Ghana 

e renda la nostra nazione grande e forte, 

Fiera di difendere per sempre 

la causa della libertà e del diritto. 

Riempi i nostri cuori con la vera umiltà 

Facci accarezzare la intrepida onestà 

e aiutaci a resistere al potere degli oppressori 

con tutta la nostra volontà e potenza per sempre. 

Salve al tuo nome, o Ghana! 

a te noi diamo il nostro voto solenne: 

Risoluti a costruire insieme 

una nazione forte in unità; 

con le nostre doti di mente e la forza delle braccia, 

sia di notte che di giorno, nella nebbia e nella tempesta, 

ad ogni necessità, qualunque sia la chiamata, 

per servir te, Ghana, ora e sempre. 

Sollevate alta la bandiera del Ghana 

e avanzate con l'Africa come foste una sol cosa; 

La nera stella della speranza e dell'onore 

ai tutti coloro che hanno sete di libertà; 

Laddove la bandiera del Ghana sventola libera, 

si può trovare davvero la strada verso la libertà; 

Alzatevi, alzatevi, o figli del Ghana 

e marciamo sempre sotto Dio!